# رعوية

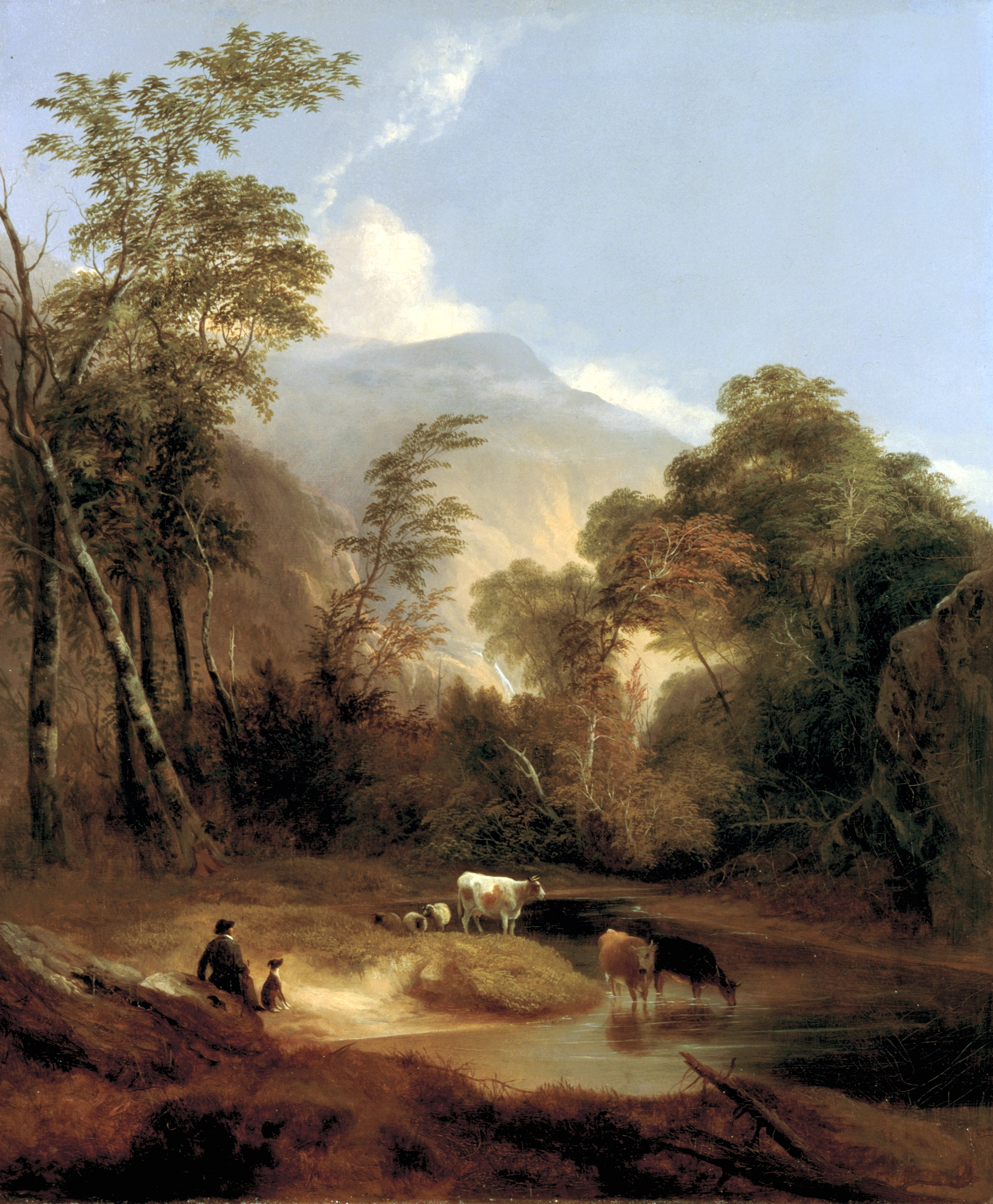

الرَّعَوية أو الأدب الرعوي أو الرُّعائي هو الأدب الذي يمجد الحياة الريفية ويتخذها مثلاً أعلى. إنه يصور مجتمع الرعاة ببساطته ونقائه مغايراً ما بينه وبين مجتمع المدينة بتعقيده وفساده. والرعوية عريقة في القدم، وللشعراء على اختلاف أعصارهم محاولات متفاوتة في هذه المضمار.ولكن جمهرة كبيرة من (الأناشيد) التي نظمت باسم هذا الأدب هي أبعد ما تكون عن وقائع الحياة، سواء أكانت هذه الحياة ريفية أو مدنية. وأياً ما كان، فليس من شك في أن الشاعر اليوناني ثيوقريطس هو مبدع الشعر الرعوي. ومن كبار الشعراء الذين برعوا في هذا المضمار فِرجيل، وهربرت سبنسر، وجون ملتون وشيلي ومثيو أرنُلد.

## معرض صور

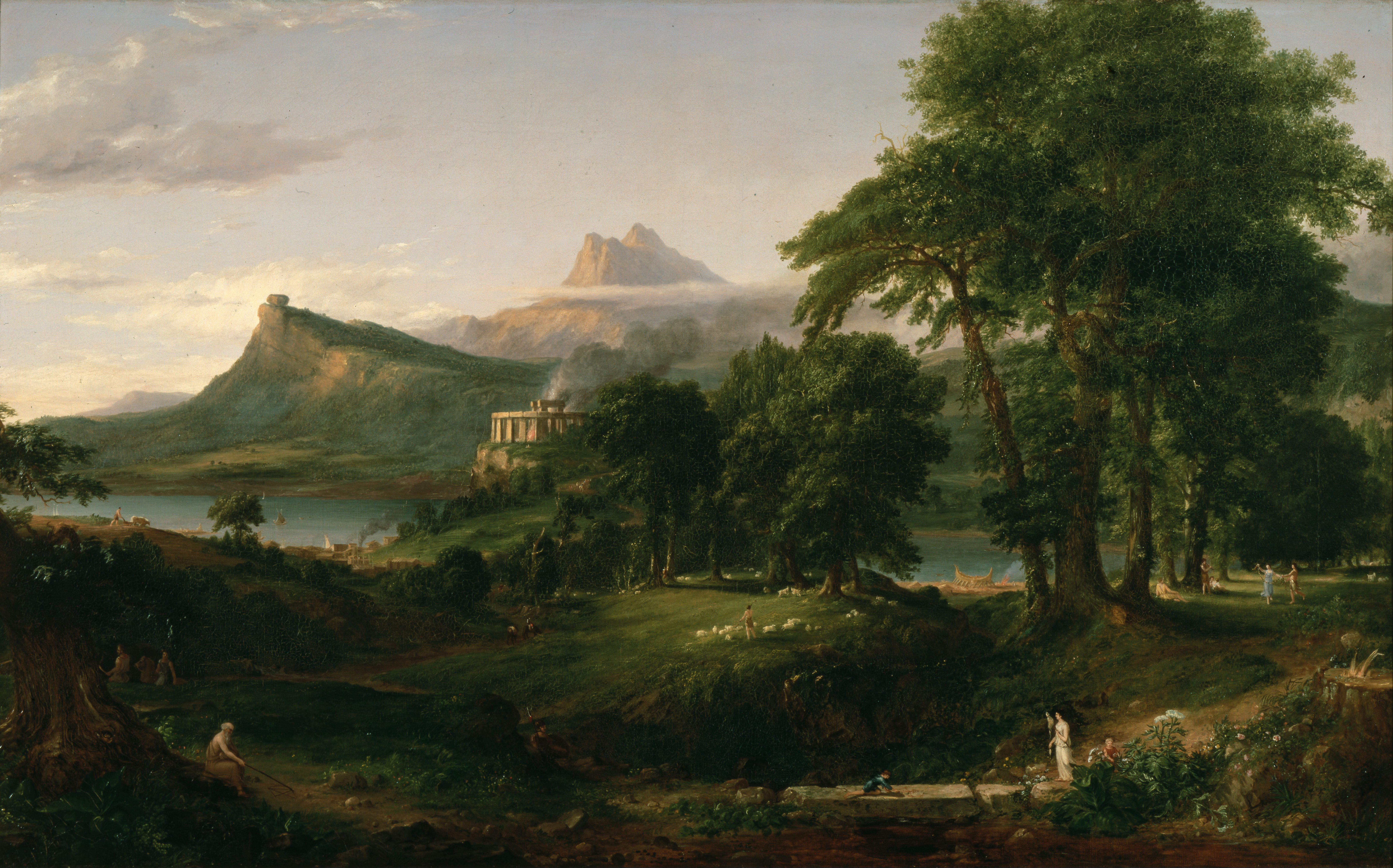
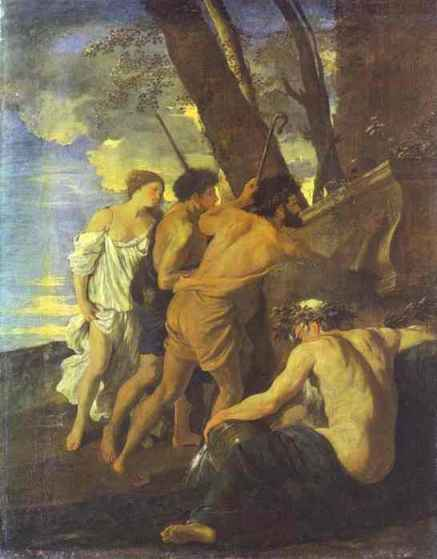
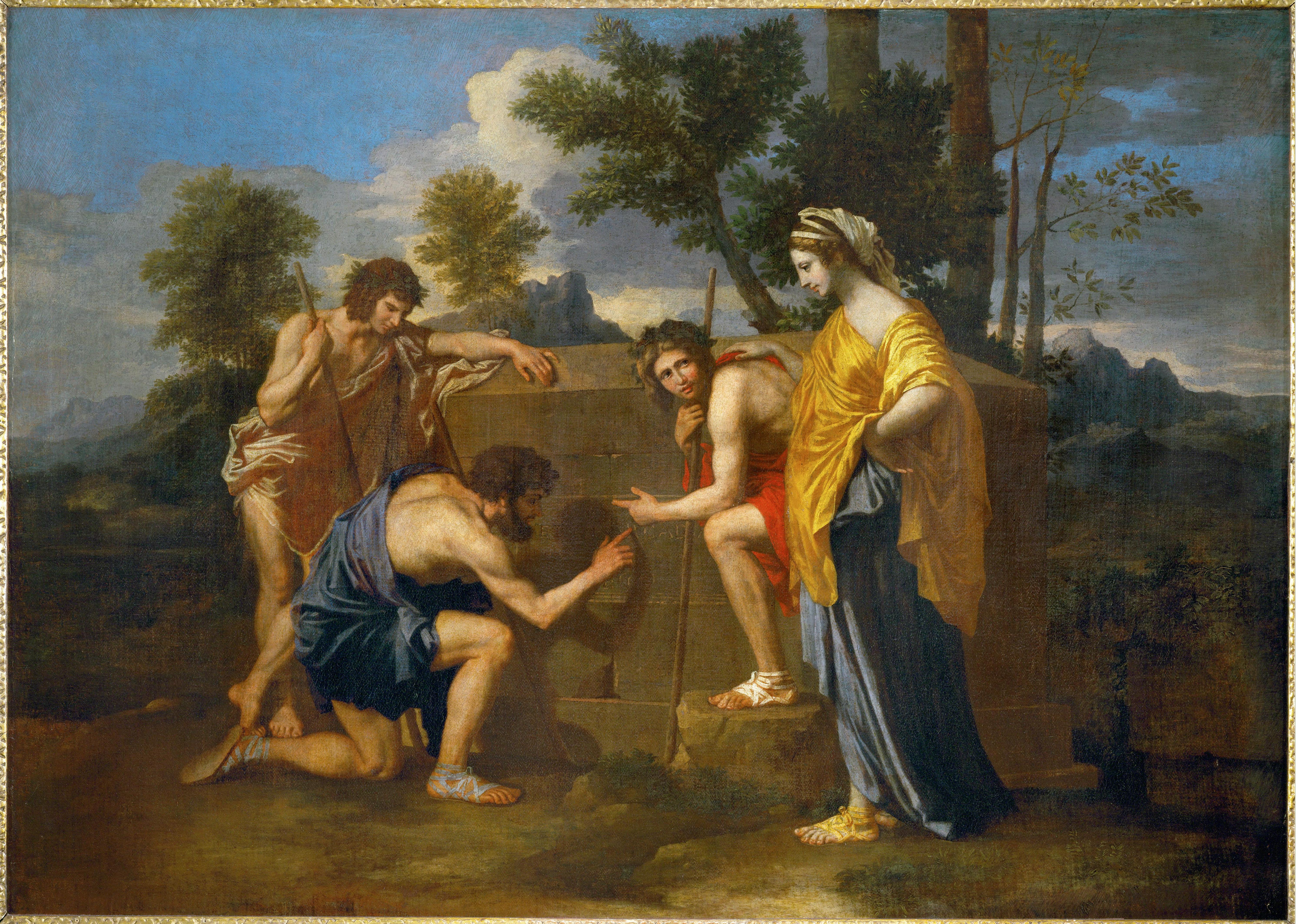
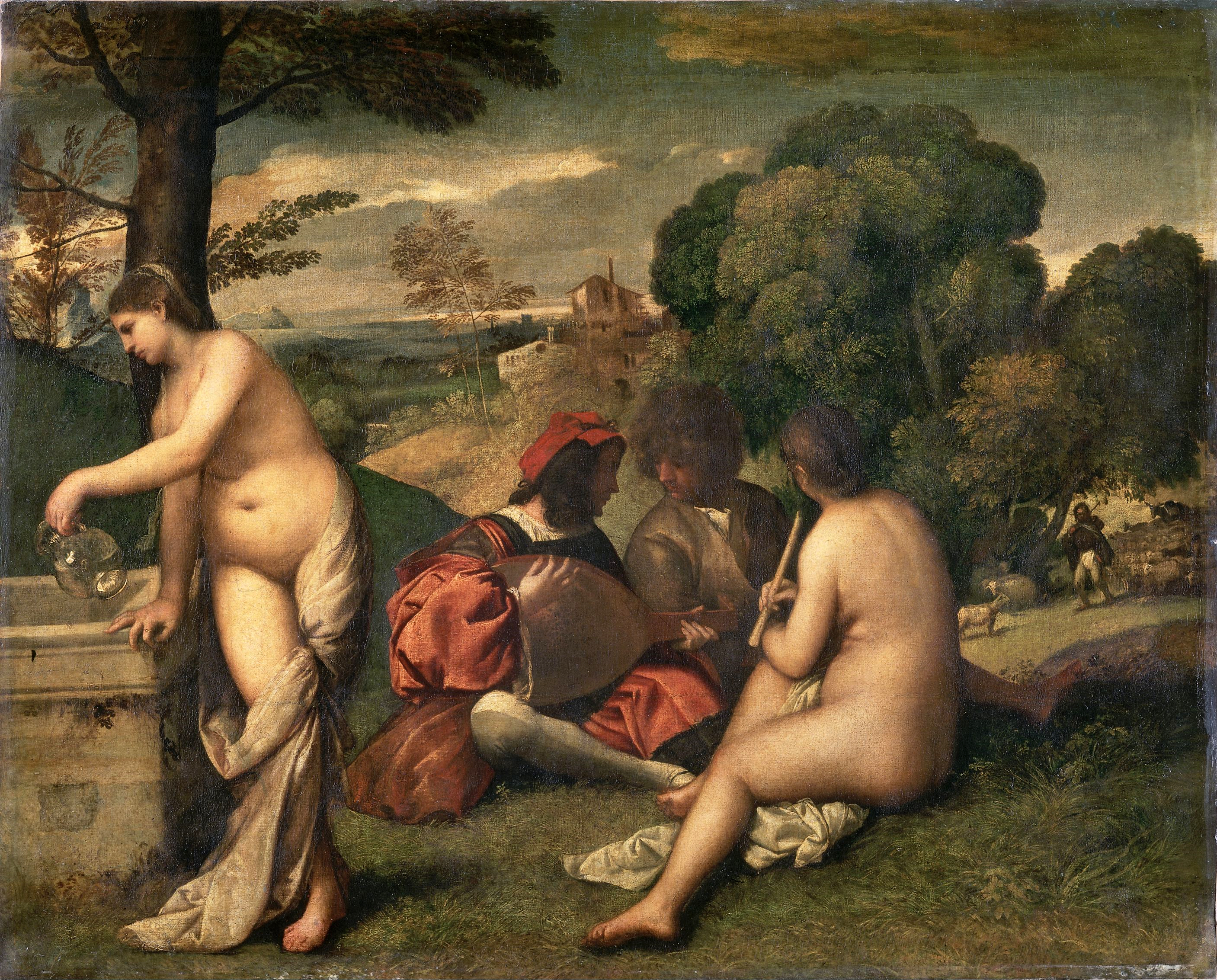
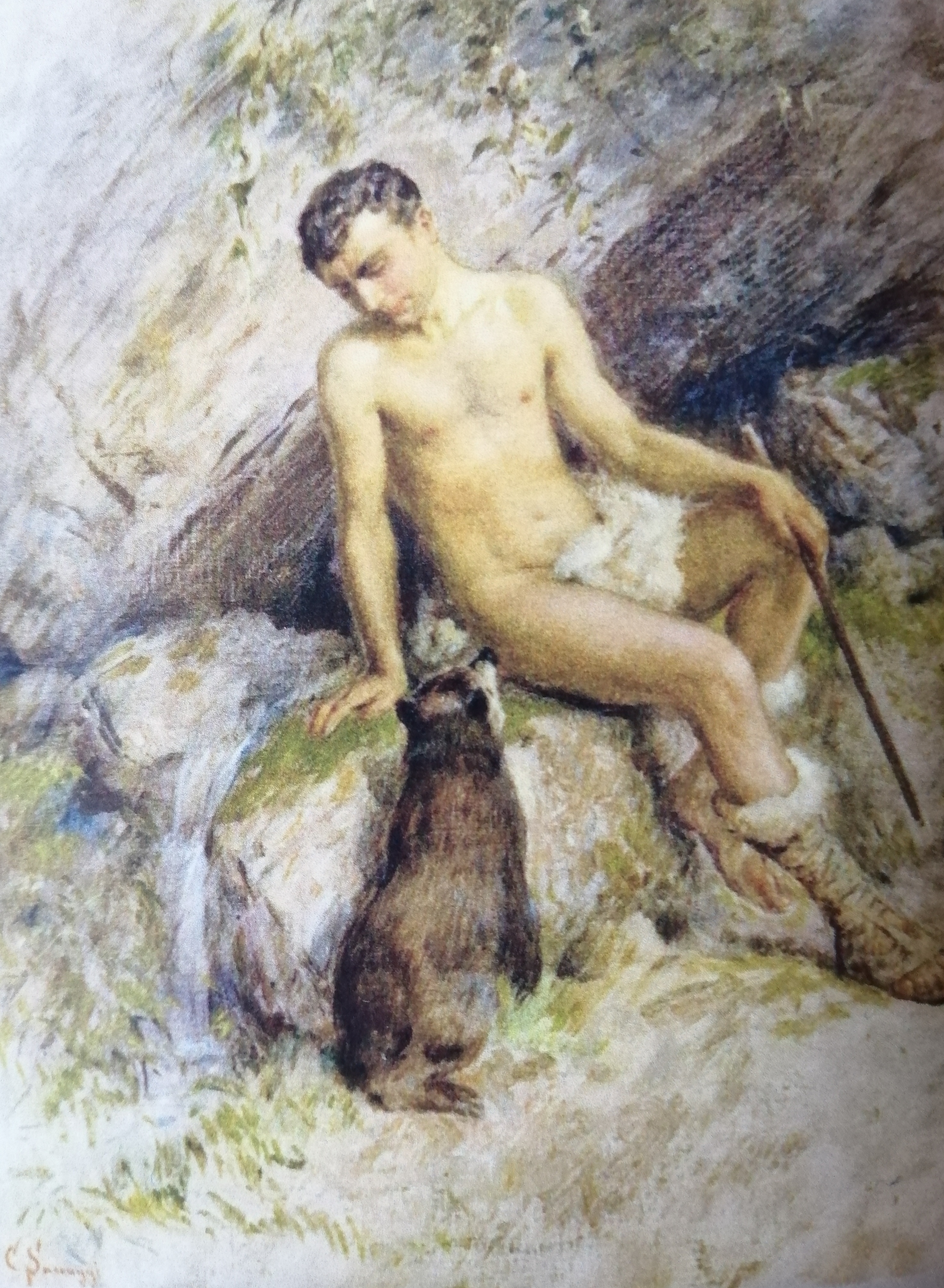
الراعي من أركاديا ، عمل سيزار سكاجي